# باغ پرندگان کاتالینا
باغ پرندگان کاتالینا (به انگلیسی: Catalina Bird Park) یا باغ پرندگان ریگلی، مجموعه‌ گردآوری شده از پرندگان غیربومی و نمایشی در جزیره سانتا کاتالینا، کالیفرنیا، ایالات متحده، در قرن بیستم بود که تحت حمایت مالی ویلیام ریگلی جونیور، حامی سرمایه‌گذاری فعالیت‌های سازندگی در جزیره، نگهداری می‌شد.  باغ پرندگان  در ژرف‌دره آوالون در امتداد سرحد شهری آوالون  قرار داشت.